# Hercegovščak
Hercegovščak ali po domače "hercnperk" je naselje v Občini Gornja Radgona.